# Лісний (Мелекеський район)
Лісний (рос. Лесной) — селище в Мелекеському районі Ульяновської області Російської Федерації.
Населення становить 261 особу. Входить до складу муніципального утворення Муловське міське поселення.

## Історія
Від 2004 року входить до складу муніципального утворення Муловське міське поселення.

## Населення
| 2010 |
| ---- |
| 261  |